# Prisión de Pudu
La Prisión de Pudu (en malayo: Penjara Pudu) era una prisión en Kuala Lumpur, Malasia. Construido en fases por el gobierno colonial británico entre 1891 y 1895, que se situó en Jalan Shaw (ahora Jalan Hang Tuah). La construcción comenzó con el muro de la prisión de 394 metros a un costo de 16.000 dólares, y que fue adornado con el mural más largo del mundo en algún momento de su historia. Las celdas eran pequeñas y oscuras, cada una equipada con una ventana del tamaño de una caja de zapatos. Para diciembre de 2012, el complejo de la prisión fue demolido en gran parte, dejando solo la puerta principal y una parte de la pared exterior en pie.